# NGC 5851
NGC 5851 (również PGC 53965 lub UGC 9714) – galaktyka spiralna (Sc), znajdująca się w gwiazdozbiorze Wolarza. Odkrył ją William Herschel 26 maja 1791 roku. Jest to galaktyka z aktywnym jądrem typu LINER.